# Eustachy Kajetan Sapieha
Pour les articles homonymes, voir Sapieha.
Ne doit pas être confondu avec Eustachy Sapieha.
Eustachy Kajetan Sapieha (né le 7 août 1797 à Vilnius – mort le 4 novembre 1860 à Paris, prince polonais de la famille Sapieha.

## Biographie

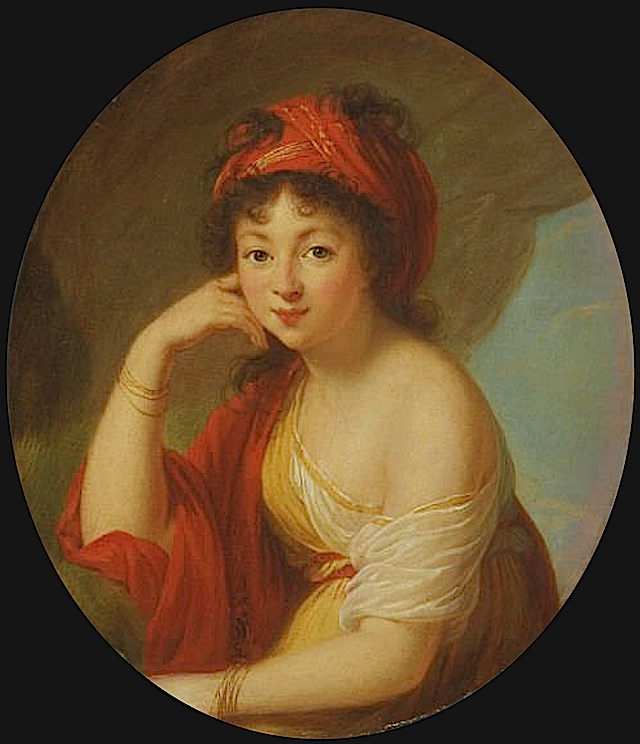
sa mère la Comtesse Pélagie Roza Potocka Sapieha
par Élisabeth Vigée Le Brun
San Marino (Californie)

Eustachy Kajetan Sapieha est le fils de Franciszek Sapieha et de Pelagia Róża Potocka.
Dans sa jeunesse, il sert dans la cavalerie tsariste, puis voyage à l'étranger. Après le déclenchement de l'Insurrection de novembre il rejoint l'armée polonaise et sert, avec le grade de lieutenant, sous les ordres de Jan Skrzynecki. En octobre 1831, après l'effondrement de l'insurrection, il traverse la frontière de la partition prussienne et émigre en France. En novembre 1831, il est décoré de l'ordre de Virtuti Militari.
En raison de son refus d'obéissance au tsar Nicolas Ier, tous ses biens sont confisqués. En exil à Paris, il est étroitement associé à l'hôtel Lambert, siège du centre politique et culturel de la diaspora polonaise en France.
Il meurt le 4 novembre 1860 à Paris. Il est inhumé le 8 novembre au cimetière de Montmartre (19e division).

## Mariage et descendance
Marié une première fois en 1822 à Florence (Italie) avec Mary Patten-Bold, celle ci meurt peu de temps après en 1824.

D'une liaison avec Clarice Ferré il a un fils,
- Eustachy Franciszek (1836-1909) officier de la légion d'honneur lieutenant de vaisseau[1].

Le 30 mai 1842 à Boulogne-Billancourt, Eustachy Sapieha épouse Róża Mostowska (4 décembre 1809 à Paris - 24 novembre 1864 à Paris), fille de Tadeusz Antoni Mostowski et de Marianna Anna Potocka. Ils ont pour enfants :
- Maria Aniela (1843-1919), épouse de Władysław Michał Branicki (pl)
- Jan Paweł Aleksander Sapieha (1847-1901)